# Pandemia di COVID-19 a Trinidad e Tobago
Il primo caso della pandemia di COVID-19 a Trinidad e Tobago è stato confermato il 12 marzo 2020, si trattava di un 52enne tornato dalla Svizzera. Il primo decesso, quello di un 77enne con patologie pregresse, è stato confermato il 25 marzo 2020.

## Antefatti
Il 12 gennaio 2020, l'Organizzazione mondiale della sanità (OMS) ha confermato che un nuovo coronavirus era la causa di una malattia respiratoria in un gruppo di persone nella città di Wuhan, nella provincia cinese di Hubei, dato che è stato riferito all'OMS il 31 dicembre 2019.
Il tasso di mortalità per COVID-19 è stato molto più basso della SARS del 2003, ma la trasmissione è stata significativamente maggiore, portando ad un bilancio totale delle vittime più alto.

## Cronologia
Dopo la conferma del primo caso (di cui sopra e legato a critiche a causa di casi sospetti che lo precedevano) il 12 marzo 2020 e di nuovi casi nei giorni seguenti, sono state introdotte restrizioni per chi proveniva dai Paesi in cui si erano registrati più contagi e poi per chiunque non avesse la cittadinanza di Trinidad e Tobago. Inoltre, sono state chiuse scuole ed università per oltre un mese. Molte associazioni induiste hanno cancellato le rispettive celebrazioni. I primi decessi confermati con COVID-19 si sono verificati il 25 e 26 marzo 2020, il secondo su una nave da crociera in quarantena. A fine marzo 2020, con 89 casi e 4 decessi nel Paese, il presidente Keith Rowley comunicò l'obbligo di stare a casa per i lavoratori di categorie non essenziali per le due settimane successive.
Ad aprile 2020 le misure restrittive sono state mantenute e prolungate, a fine mese Trinidad e Tobago aveva avuto 116 casi e 8 decessi e stava ricevendo 4000 kit per i test dalla Cina e 10000 dalla PAHO (sezione americana dell'OMS). Nel maggio seguente, si è registrato un solo nuovo caso e le restrizioni sono state alleggerite, e a giugno 2020 molti servizi e negozi hanno riaperto.
Da metà agosto 2020, è iniziata una seconda ondata nel Paese e sono state reintrodotte numerose restrizioni.
A fine marzo 2021, il Paese ha ricevuto le prime 33.600 dosi di vaccino anti COVID-19 con il servizio COVAX.
Da aprile 2021, Trinidad e Tobago ha vissuto una terza ondata di COVID-19 e da metà maggio, poco prima del picco assoluto di nuovi casi e decessi, è stato imposto uno stato di emergenza con coprifuoco dalle 21 alle 5 del mattino con alcune eccezioni per i servizi essenziali.